# Крилни ађутант
Крилни ађутант (рус. флигель-адъютант) је било војно звање. Ађутант са официрским чином се налазио при императору, фелдмаршалу или генералисимусу. У Русији је од почетка 19. вијека до 1917. било почасно звање, које се давало официрима који су се налазили у свити императора.
Крилни ађутанти су носили посебан мундир (униформу) са ознакама.
Чин крилног ађутанта је постојао такође у Њемачкој, Великој Британији, Бугарској и другим земљама.